# Somme-Leuze
Somme-Leuze (wa. Some-Leuze) – miejscowość i gmina w południowo-wschodniej Belgii, w Regionie Walońskim, w prowincji Namur, w okręgu Dinant. 1 stycznia 2024 roku liczyła 6099 mieszkańców.  

## Podział administracyjny
W skład gminy wchodzi osiem dzielnic (section):
- Baillonville
- Bonsin
- Heure
- Hogne
- Nettinne
- Noiseux
- Sinsin
- Waillet